# María Luz Terrada Ferrandis
María Luz Terrada Ferrandis (Valencia, 5 de marzo de 1933), es una investigadora española, historiadora de la ciencia y la bibliometría, e introductora en España de la enseñanza universitaria de la documentación médica.

## Biografía
Nació en la ciudad de Valencia, estudió Medicina en la Facultad de Medicina de la Universidad de Valencia (1951-1957), obteniendo el título de doctora con premio extraordinario en 1973. Desde 1963 se dedicó a la documentación médica, especialidad para la que empezó a interesarse por los problemas informativos planteados por sus trabajos histopatológicos y el elevado nivel de la nueva especialidad detectado en la Alemania de los años sesenta. Amplió su formación en el Centro de Documentación del CNRS de París (1972). Fue profesora ayudante (1963-1972), profesora adjunta (1972-1975), investigadora contratada del Consejo Superior de Investigaciones Científicas (CSIC)(1975-1976) y profesora agregada (1977-1983), ha sido catedrática numeraria de Documentación Médica en la Facultad de Medicina de la Universidad de Valencia desde 1983 hasta su jubilación en 1998. Desde marzo de 1991 ha sido académica numeraria de la Real Academia de Medicina de la Comunidad Valenciana. 
Terrada Ferrandis introdujo en España la enseñanza universitaria de la documentación médica como asignatura de la licenciatura de Medicina, desde 1963, como cursos monográficos y programa de Doctorado y como especialidad desde 1987. Tras su jubilación, fundó el Centro de Información para la Salud del Alto Palancia (2000), en colaboración con el también destacado historiador de la ciencia José María López Piñero (1933-2010), con el que estuvo casada. 
Ha publicado, sola o en colaboración con otros autores, 42 libros, 15 capítulos de libro, 69 artículos de revista y 139 volúmenes de repertorios; y ha dirigido 26 tesis de doctorado y 18 de licenciatura. Desde 1963, ha pronunciado varias conferencias inaugurales y de clausura, así como ponencias a petición de los organizadores de congresos científicos españoles e internacionales. 

## Reconocimientos
En 2014 se le otorgó el Premio Lluís Guarner, por su labor como relevante investigadora y introductora en España de la enseñanza universitaria de la Documentación Médica, destacando su «importancia capital en la puesta en marcha y difusión de la Documentación y información científica en España gracias a sus conexiones con instituciones internacionales y sus trabajos pioneros en el campo de la bibliometría». Entre las condecoraciones y premios recibidos figuran, también, la Orden de Alfonso X el Sabio, la Distinción de la Generalidad Valenciana al Mérito Cultural, Medalla del CVC y la Hija Predilecta de la Ciudad de Valencia. 

## Publicaciones
- La información científica en medicina y sus fuentes, conjuntamente con José María López Piñero (1993)
- Lecciones de documentación médica, conjuntamente con Rafael Peris Bonet Árbol (1988)
- Historia del concepto de documentación , conjuntamente con José María López Piñero. Facultad de Medicina de la Universidad de Valencia.
- Notas de documentación médica (1985)
- José María López Piñero, María Luz Terrada Ferrandis (2000). Introducción a la Medicina. Editorial Crítica. ISBN 9788484320456.
- José María López Piñero, María Luz Terrada (2005). Introducción a la terminología médica (2.ª edición). Elsevier España. ISBN 9788445814390.